# Agrupación Balonmano Gijón Jovellanos
Agrupación Balonmano Gijón Jovellanos (deutsch: Handballgruppe Jovellanos Gijón) ist ein spanischer Handballverein aus Gijón. Das erste Männerteam trat von 2013 bis 2015 in der höchsten spanischen Liga, der Liga Asobal, an.
Aus Sponsoringgründen spielte die erste Mannschaft der Männer des Vereins unter den Namen Medicentro Gijón, Juanfersa Gijón, Juanfersa Grupo Fegar, Juanfersa Gijón, Juanfersa Comunicalia, Procoaf Gijón und DKV Gijón.

## Geschichte
Der Verein wurde im Mai 2009 gegründet, Basis waren die Vereine Colegio Inmaculada, Grupo Astur, Corazón de María, Fundación Revillagigedo und Colegio Ursulinas. Am 30. Juni 2009 wurde der Verein zur Teilnahme am Spielbetrieb der Real Federación Española de Balonmano angemeldet. Mit der Lizenz des Vereins Balonmano Ardoi, der aus finanziellen Gründen nicht antrat, spielte der Verein aus Gijón in der Primera División Nacional. Nach der Spielzeit 2010/2011 erreichte das Team den Aufstieg in die División de Honor Plata, die zweite spanische Liga. In der Zweitligasaison 2012/2013 gelang der Aufstieg in die Liga Asobal. Nach einem 12. Platz in der Erstligasaison 2013/2014 folgte nach der Saison 2014/2015 der Abstieg aus der ersten Liga. In der Spielzeit 2014/2015 der Copa del Rey stand das Team im Final 4.

## Name
Der Namensbestandteil Jovellanos verweist auf den aus Gijón stammenden Gaspar Melchor de Jovellanos.

## Halle
Heimspielstätte ist der Pabellón de La Arena de Gijón. In der Liga Asobal trat man im Palacio de Deportes de Gijón an.

## Spieler
Beim Verein waren auch Abel Serdio Guntín und Adrián Fernández Clemente aktiv.